# The Pick, The Sickle and The Shovel
The Pick, the Sickle and the Shovel è il secondo album del collettivo hip hop horrorcore Gravediggaz, uscito il 14 ottobre 1997.

A differenza del precedente, il nuovo album presenta produzioni più calme, toni meno umoristici trattando in maggior modo questioni sociali e politiche.

Nella canzone "Fairytalez", vi è la partecipazione della cantante R&B Kelis.
Nel nuovo album Prince Paul produce solo una traccia, di conseguenza la maggior parte delle produzioni vengono affidate a RZA ed al Wu-Syndicate (gli affiliati del sud del Wu-Tang Clan).

## Tracce
1. Intro – 1:16
2. Dangerous Mindz – 4:54
3. Da Bomb – 4:10
4. Unexplained – 2:58
5. Twelve Jewelz – 2:53
6. Fairytalez – 4:46
7. Never Gonna Come Back – 4:05
8. Pit of Snakes – 4:19
9. The Night The Earth Cried – 4:32
10. Elimination Process – 5:35
11. Repentance Day – 5:20
12. Hidden Emotions – 6:18
13. What's Goin' On? – 4:53
14. Deadliest Biz – 3:03
15. Outro – 1:22

## Collaborazioni
Kelis - "Fairytalez"

Shabazz the Disciple - "Elimination Process"

Omen - "Elimination Process"

The Aleem Brothers -  "Elimination Process"

Killah Priest - "Repentance Day"

Hell Razah - "Repentance Day"

9th Prince - "What's Goin' On?"

Blue Raspberry - "What's Goin' On?"

True Master - "Hidden Emotions"